# Vladimír Libovický
Vladimír Libovický (ukrajinsky Владімір Лібовицький - Vladimir Libovytskyj, 10. listopadu 1906 — 18. prosince 1984) byl česko-ukrajinský baletní mistr, režisér a choreograf. Narozen ve vesnici Noviny Česki (dnešní okres Mlynivskyj v oblasti Rivne).

## Život
V roce 1923 nastoupil do nově otevřené Avramenkovy taneční školy v Rivném, ale na přání svého otce nastoupil v roce 1924 na zemědělskou technickou školu ve Velkých Opatovicích.
V roce 1928 Libovický z technické školy utekl do Prahy a vstoupil na vyšší baletní školu Jelizavety Nikolské. Od 2. ročníku pravidelně vystupoval na scénách pražských divadel. Po absolutoriu v roce 1934 se stal sólistou baletu Slovenského národního divadla v Bratislavě.
V roce 1937 přijal místo uměleckého šéfa a ředitele užhorodského divadla. Za rok divadlo pozvedl, což vyvolalo nelibost moskevské společnosti, která divadlo financovala. Následně dostali všichni ukrajinští herci výpověď a Libovyckij na protest ukončil činnost a založil si soukromou baletní školu v Užhorodu a také se objevil ve filmu.
Poté, co v listopadu 1938 Maďaři obsadili Užhorod a školu zavřeli, Libovyckyj se přestěhoval do Chusti, kde pracoval jako choreograf v divadle "Nová scéna", pod vedením Jurije Šerehije a v prosinci po smrti Mykoly Arkase se Libovický stal hlavním režisérem. V lednu 1939 objíždělo divadlo města Karpatské Ukrajiny. Po obsazení Zakarpatí se přestěhoval do Prahy, odtud do Švýcarska a Anglie, kde vstoupil do československé armády.
Do Prahy se vrátil po skončení války v roce 1945, koncem roku 1946 byl jmenován choreografem nově vzniklého Armádního uměleckého souboru Víta Nejedlého. V roce 1954 se stal choreografem operetní skupiny ukrajinského národního divadla (UNT) v Prešově. V roce 1956 vznikl na základě Ukrajinské státní univerzity Poddukelský ukrajinský lidový soubor a Libovický byl přizván jako choreograf.
Straničtí funkcionáři však Libovickému z Karpatské Ukrajiny neodpustili spolupráci s Augustinem Vološinem a službu v „západní“ československé armádě a choreograf byl nucen odejít.
20 let žil sám v Psárech, v roce 1976 se přestěhoval do Prahy, kde zemřel v osamění dne 18. prosince 1984.